# ヤコブ・ラスムッセン
ヤコブ・ヴァンゼ・ラスムッセン（Jacob Vandsø Rasmussen, 1997年5月23日 - ）は、デンマーク・南デンマーク地域オーデンセ出身のサッカー選手。ブレンビーIF所属。ポジションはDF。

## 来歴
ユース時代を国内リーグのオーデンセBKで過ごし、2014年9月にドイツにわたり、シャルケ04に入団。2年間U-19リーグでプレー。
2016年6月27日、FCザンクトパウリと契約。Bチームでプレーし、2017年1月に、ノルウェー・エリテセリエンのローゼンボリBKと契約。3月29日の国内カップ戦のSKブラン戦で、トップリーグデビュー。2017年シーズンのリーグ優勝とカップ戦優勝を経験した。
2018年7月5日、イタリアのエンポリFCと契約。セリエA2018-19シーズン開幕戦のカリアリ・カルチョ戦で、セリエAデビューを果たし、2-0の完封勝利に貢献した。
2020年7月21日、エールディヴィジのフィテッセに1シーズンのレンタルで加入した。2022年7月30日、フェイエノールトにレンタルで加入した。
2023年7月14日、ブレンビーIFに移籍した。

## 代表経歴
プロデビュー前の2012年から、ユース世代のデンマーク代表に、随時招集されている。

## タイトル
ローゼンボリ
- エリテセリエン：2017, 2018
- メスターフィナレン：2017, 2018

フェイエノールト
- エールディヴィジ：2022-23